# Haleburg (Alabama)
Haleburg é uma cidade  localizada no estado americano do Alabama, no Condado de Henry.

## Demografia
Segundo o censo americano de 2000, a sua população era de 108 habitantes.
Em 2006, foi estimada uma população de 109, um aumento de 1 (0.9%).

## Geografia
De acordo com o United States Census Bureau, a localidade tem uma área de 9,9 km², sem área coberta por água. Haleburg localiza-se a aproximadamente 105 m acima do nível do mar.

## Localidades na vizinhança
O diagrama seguinte representa as localidades num raio de 24 km ao redor de Haleburg.